# Obrežje (Radeče)
Obrežje is een plaats in Slovenië en maakt deel uit van de gemeente Radeče in de NUTS-3-regio Savinjska. De plaats telde 146 inwoners op 1 januari 2020.